# Joaquim Catunda
Joaquim de Oliveira Catunda (Santa Quitéria, 2 de dezembro de 1834 — 29 de julho de 1907) foi professor, historiador e político brasileiro da Primeira República. Exerceu o mandato de senador no período de 1890 até 1907. Patrono das cadeiras n°s 17 da Academia Cearense de Letras, e 46, da Academia Cearense de Ciências, Letras e Artes do Rio de Janeiro.

## Biografia
Nascido na então fazenda Santa Quitéria, era um dos cinco filhos do capitão Antônio Pompeu de Sousa Catunda e de Inocência Pinto de Mesquita. Seu pai era irmão de Tomás Pompeu de Sousa Brasil e primo dos padres Gonçalo Mororó e Miguelinho. Antônio e Inocência eram primos em segundo grau e eram bisnetos de João Pinto de Mesquita, o colonizador pioneiro da região de Santa Quitéria.
Ainda jovem, em 1849, foi levado por seu tio e padrinho para estudar em Fortaleza, no Liceu do Ceará. Em 1853, ingressou no Exército Brasileiro, indo prestar serviço no Primeiro Batalhão de Artilharia, no Rio de Janeiro, e, entre 1857 e 1860, estudou Agrimensura na Escola Militar. Após sua baixa, seguiu para Alagoas em comissão para o governo, a demarcar as terras devolutas do Urucu.
Aprovado em concurso público, tomou-se funcionário da Alfândega do Ceará, em 1864, servindo também em Maceió. Três anos depois, foi nomeado professor de instrução primária no Ipu. No ano seguinte, foi nomeado Oficial maior da Secretaria do Governo e, em 1879, Secretário da Relação do Distrito. Foi professor de Filosofia do Liceu do Ceará (1882) e professor de Alemão da extinta Escola Militar do Ceará, representou o Ceará na Assembleia Provincial nos biênios de 1866—67, 78-79, 80-81 pelo Partido Liberal e fez parte do Conselho de Instrução Pública.
Em Ipu, foi aliado do Padre Francisco Correia de Carvalho e Silva, Vigário Colado da Paróquia e importante liderança política local, que também foi Deputado na Assembleia Provincial em várias legislaturas e chegou a presidir em 1866. Após uma ruptura com o antigo aliado, publicou em 1861, pela Tipografia de "O Cearense", uma curiosa e furiosa "Biografia do Rev. Padre Correia - Vigário do Ipu", na qual atacava sem piedade o pároco local. O documento foi republicado no livro "O Bacamarte dos Mourões", de Nertan Macedo (Instituto do Ceará, 1966). Consiste num panfletário ataque que mostra com riqueza uma forma usual de se fazer política no século XIX, com agressões pessoais. Conste que o Padre não era simples vítima, uma vez que o sítio da Assembleia Legislativa do Ceará nos informa que "era político militante e decidido, e ocupava constantemente a tribuna da Assembleia. As suas falas cercavam-se de vigor e veemência, quase sempre chegando às raias da agressão verbal, como se depreende das notas contidas nos Anais da Casa" Ex-Presidentes da Assembleia Legislativa do Ceará.".
Enquanto seu tio foi vivo, respeitou suas ideias monárquicas e tomou parte nas lutas do Partido Liberal. Depois de sua morte, juntamente com alguns amigos, como Adolfo Caminha, José do Amaral, João Cordeiro, João Lopes, Jovino Guedes e Antônio Sales, fundou o Centro Republicano do Ceará.
Nas eleições de 1890 foi eleito Senador da República, sendo reeleito seguidamente até o seu falecimento, aos 73 anos de idade na cidade do Rio de Janeiro, vítima de uma gripe intestinal, realizando-se o seu enterro na tarde do dia seguinte no Cemitério São João Batista.

## Obras
- Biografia do Reverendo Padre Correia,[20]

## Homenagens
- Uma rua em São Paulo homenageou o senador.[21]

## Família
Foi casado com a paulista Maria Libânia Catunda, com quem teve varios filhos, dois deles são:
- Abdel Kader Catunda
- Abdel Rahman Catunda